# Chorinea amazon
Chorinea amazon is een vlindersoort uit de familie van de prachtvlinders (Riodinidae), onderfamilie Riodininae.
Chorinea amazon werd in 1859 beschreven door Saunders.